# Alexis Billiet
Alexis Billiet (ur. 28 lutego 1783 w Les Chapelles, zm. 30 kwietnia 1873 w Chambéry) – sabaudzki duchowny katolicki, kardynał, Arcybiskup Chambéry.

## Życiorys
Święcenia kapłańskie przyjął 23 maja 1807. 19 grudnia 1825 został wybrany biskupem Saint-Jean-de-Maurienne. 19 marca 1826 przyjął sakrę z rąk arcybiskupa François-Marie Bigex (współkonsekratorami byli biskupi Claude de Thiollaz i Pierre Rey). 27 kwietnia 1840 przeszedł na stolicę metropolitalną Chambéry, na której pozostał już do śmierci. 27 września 1861 Pius IX wyniósł go do godności kardynalskiej z tytułem prezbitera Ss. Bonifacio e Alessio. Od 1850 do 1860 pełnił mandat senatora Sabaudii, a później II Cesarstwa Francuskiego.